# Ingrid Haeblerová
Ingrid Haeblerová (výslovnost /heblerová/, nepřechýleně Ingrid Haebler, 20. června 1929 Vídeň – 14. května 2023) byla rakouská pianistka. Studovala na salcburském Mozarteu, vídeňské hudební akademii, Conservatoire de Musique de Genève a soukromě v Paříži u Marguerite Longové. Koncertovala po celém světě. Známá je její řada nahrávek, vznikajících od 50. do 80. let 20. století. Její nahrávky všech Mozartových klavírních sonát pro značku Denon jsou stále považovány za jedny z nejlepších. Haeblerová také nahrála všechny Mozartovy klavírní koncerty (většinou dvakrát), často s vlastními kadencemi, a také všechny Schubertovy sonáty. Byla jednou z několika rakouských hudebníků, kteří již záhy experimentovali s dobovými nástroji, a nahrála hudbu Johanna Christiana Bacha na fortepiano. Ceněné jsou také její nahrávky Mozarta a Beethovena s houslistou Henrykem Szeryngem.